# Evelina Kos
Evelina Kos, slovenska nogometašica, * 21. oktober 1996, Nova Gorica.
Od leta 2014 je članica Slovenske ženske nogometne reprezentance.